# Asura conjunctana
Asura conjunctana är en fjärilsart som beskrevs av Walker 1866. Asura conjunctana ingår i släktet Asura och familjen björnspinnare. Inga underarter finns listade i Catalogue of Life.